# MAN Turbo AG
MAN Turbo AG è stata un'azienda tedesca la cui sede principale era a Oberhausen e stabilimenti di produzione a Berlino e Amburgo in Germania e all'estero a Zurigo in Svizzera, a Schio in Italia e, dal 2008, a Changzhou in Cina. L'azienda, che era una divisione della MAN SE, produceva turbomacchine e turbine di vario tipo, tra cui turbocompressori turbine a vapore e turbine a gas. La gamma di prodotti comprendeva lo sviluppo, la progettazione, la costruzione, il collaudo, l'imballaggio, la consegna e la messa in funzione di compressori centrifughi, assiali a vite fino a 1,4 milioni di m³/h e una pressione di mandata fino a 130 bar, di espansori con temperature di ingresso fino a 760 °C, e potenza fino a 30 MW, turbine a vapore con temperature di ingresso fino a 570 °C e capacità da 1,5 a 160 MW e la turbina a gas con potenza da 6 a 26 MW.
MAN Turbo nel 2004 raggiungeva un fatturato di € 694.000.000 con 2.476 dipendenti in tutto il mondo e nel 2006 un fatturato di 908 milioni di euro con 3257 dipendenti e nel portafoglio ordini per un totale di € 850.000.000 nel 2005 e di 1.498 milioni di euro nel 2006.

## Storia
Nel 1954, la BMW costituì BMW Studienge-sellschaft für Triebwerkbau GmbH per la ripresa della produzione di motori aerei in Germania Ovest. L'azienda nel 1957 assunse il nome BMW Triebwerkbau GmbH iniziando la produzione del Turbogetto General Electric J79-11A turbojet per il caccia intercettore F-104 Starfighter.
Nel 1960, MAN AG ha acquisito il 50% di BMW Triebwerkbau GmbH, acquisendo il restante 50% nel 1965, unificandola con MAN Turbomotoren GmbH costituendo MAN Turbo GmbH.
Nell'autunno 1968, MAN Turbo e Daimler-Benz costituirono Entwicklungsgesellschaft für Turbomotoren GmbH, una joint venture al 50% tra le due società che nel 1969 assunse la denominazione Motoren- und Turbinen-Union München GmbH. MAN Turbo rimase una divisione separata di MAN AG. Nel 1985 MAN AG cedette il suo 50% della sua partecipazione in MTU à Daimler-Benz che divenne unico proprietario.
Nel 2000, la svizzera Sulzer Turbo veniva acquisita dalla MAN Turbo che diventava MAN Turbo AG.
Nel 2010, MAN Turbo e MAN Diesel sono state unificate in MAN Diesel & Turbo.